# Háló (civil szervezet)
A Katolikus Közösségek Hálózata (röviden: Háló; bővebben: Katolikus Közösségek Kárpát-medencei Hálózata) olyan magyar alapítású mozgalom, amely a római katolikus egyház tanítását vallva fő feladatának tekinti a Kárpát-medencei magyar anyanyelvű keresztény közösségek összefogását, támogatását és segítését.

## Meghatározása
A Katolikus Közösségek Kárpát-medencei Hálózata (röviden Háló) magyar kezdeményezésű, katolikus gyökerű keresztény mozgalom:
- Közösségek: a különböző katolikus lelkiségi mozgalmakon belül, plébániákon és egyéb alapon szerveződött közösségek közül azok tartoznak tagjai közé, amelyek bár továbbra is eredeti plébániájukhoz, mozgalmukhoz tartoznak, fontosnak tartják egymás megismerését, és ez által saját közösségük erősítését.
- Keresztény: a Háló a keresztény kisközösségek sajátos szövetsége.
- Kárpát-medencei: a Háló tevékenysége a Kárpát-medencére összpontosul, de nyitott a nyugati magyar közösségek felé is. Közösségeinek kétharmada Magyarország határain túli.
- Magyar: a Háló anyanyelve a magyar, a Kárpát-medencében a magyar anyanyelvű keresztény közösségeket szólítja meg. Feladatának tekinti őrizni és ápolni a magyarság hitét, nemzeti értékeit, kultúráját, de nem irredenta szemléletű, nyitott a szomszédos országok többségi nemzetei felé is. Keresi a kapcsolatot a többi hasonló szervezettel, és támogatja közösségei kapcsolatait más nemzetiségű szomszédaikkal.
- Katolikus: a Háló egy katolikus kezdeményezés, elsősorban a felnőtt katolikus hívőket akarja megszólítani, de az ökumenizmus eszméjét magáénak vallva, nyitott más keresztény felekezetek és általában minden jóakaratú ember felé.
- Hálózat: a Háló nem akar szervezet lenni, tiszteletben tartja a közösségek szabadságát, önállóságát, autonómiáját, nem szándékozik valamiféle felügyeleti szervként fölöttük működni. Nem akar a sokféle lelkiségi áramlatból egy lelkiségi áramlatot gyúrni, hanem meg akarja őrizni a különböző értékeket, értékes különbözőségeket.
- Mozgalom: a Háló egy mozgalom, de nem lelkiségi mozgalom, viszont sajátos lelkisége van.

## Céljai
A mozgalom főbb céljai a következők:
- A Magyarországon és határain túl élő magyarság körében önszerveződő kisközösségek támogatása,
- az egyes közösségek nyitottabbá tételének elősegítése,
- új közösségek létrejöttének segítése,
- hídként szolgálni a különböző közösségek között, kapcsolatot építeni közöttük, a közösségek megismertetése egymással, hogy minden közösség legalább évente egyszer találkozzon egy másik közösséggel, ezáltal eltanulják egymástól a pozitívumokat, és segítsenek egymásnak elhagyni a negatívumokat,
- a tagközösségek önállóan is egymásra találjanak és a környezetükben támogassák egymást, legyen a közösségek között élő, személyes, baráti kapcsolat,
- a Kárpát-medencében működő magyar katolikus kisközösségek feltérképezése, az egyes közösségek megismerése és nyilvántartásba vétele, átvilágítása,
- közösség-ambulancia működtetése,
- más nemzetek megbecsülése mellett a magyar identitás megőrzésének és erősítésének segítése,
- a közösségkereső személyek elirányítása a közösségekhez,
- a közösséghez tartozás iránti igény felébresztése azokban az emberekben, akik még nem tartoznak közösséghez.

## Története
- 1989-es nyarán merült fel először az, hogy szükség lenne a katolikus közösségek hálózatának megteremtésére. A szocializmus évtizedeiben ezek a „félillegalitás” feltételei között működő csoportok tudtak ugyan egymás létezéséről, de önvédelemből nem tartották a kapcsolatot, sajátos „szigetvilágot” alkottak. Az Országos Lelkipásztori Intézet felhívta a közösségek figyelmét egy közösségeket összefogó szervezet, a Katolikus Közösségek Hálózata (röviden Háló) létrehozásának előnyeire.
- 1990. január 28-ig már mintegy 30 közössége volt a Hálónak, 30-50 közösség tett szándéknyilatkozatot, és ehhez járult még vagy félszáz „komoly érdeklődő”.
- A Háló hivatalosan 1990. március 31-én alakult meg a katolikus közösségek közötti jobb kapcsolat, tájékoztatás elősegítésére.
- 1990 februárjában jelent meg a Háló tájékoztató újságja, akkori nevén „információs bulletinje”, a későbbi Tarsoly.
- A Háló a Fővárosi Bíróságon Háló Közösségfejlesztő Katolikus Egyesületként került bejegyzésre. A Háló Egyesület 1993. november 29-én megtartott alakuló közgyűlésén mondta ki megalakulását, és fogadta el első alapszabályát.
- 1994-ben több alapító tag távozott, a megmaradók újradefiniálták, újraértelmezték a mozgalom működését, célkitűzéseit. Kezdetben a Háló még a magyarországi közösségekre összpontosított, ám ekkor a mindinkább a határokon túli közösségek felé fordult.
- 2002 után indult meg a tudatos szervezetépítés, a munkacsoportok kialakítása, a költségvetés és a pályázati rendszer megteremtése, a főállású Háló-alkalmazottak felvétele, a félállásban dolgozó régiófelelősi tisztség kialakítása, a táborok, találkozók, lelkigyakorlatok rendszerének kidolgozása, az elektronikus Hírlevél rendszeres és széles körű működtetése. Ebben az időszakban jött létre a Háló Gazdasági Tagozata (HGT), annak évenkénti konferenciáival, a régiók és (határokon átnyúló) interrégiók kialakítása, a heti egyszeri vezetői találkozók rendszere.
- 2003. január 31-én megtartott taggyűlés határozata alapján elkészült a Háló Egyesület új alapszabálya.
- A Magyar Katolikus Püspöki Konferencia 2003. szeptember 3-i ülésén a Háló Egyesületet krisztushívők magántársulataként elismerte, alapszabályát jóváhagyta, és az egyesület részére a „katolikus” jelző használatát visszavonásig engedélyezte.
- 2004-ben hozták létre a Háló központot, azt ezt követő években szélesítették a mozgalom tevékenységét az interneten is.
- 2007-re öt országban (Magyarország, Románia, Szlovákia, Ukrajna, Szerbia) csaknem 1000 magyar közösség talált egymásra a Háló által.

## Szervezete
- A Hálónak nincsen hagyományos értelemben vett tagsága, nem szed tagdíjat sem.
- A Hálót négyfős vezetőség irányítja. Munkájukat segíti a Háló Központban dolgozó iroda egy-egy főállású és önkéntes munkatárssal. A szűk vezetőség hetente egyszer összegyűlik az aktuális ügyek megbeszélésére. Évente egyszer Magyarországon vagy a határokon túl, van egy bővebb körben rendezett, négynapos vezetői találkozó.
- A Háló budapesti központtal, 9 – öt határon túli (Felvidék, Kárpátalja, Partium, Erdély, Délvidék) és négy magyarországi (Dunántúl, Északkelet-Magyarország, Dél-Alföld, Budapest és környéke) – régióban működik, melyeket régiófelelősök irányítanak. Minden határon túli régiónak van saját, helyben bejegyzett egyesülete, amelyek egymás tükörszervezetei. A régiók további kerületekre oszlanak, melyeknek saját felelőseik vannak.
- A Háló munkatársai az ún. bogozók. Ők nem az irodákban, hanem a terepen, a plébániák és mozgalmak közösségei között végzik feladatukat. A kisközösségek, mozgalmak aktív képviselői, akik országos és kárpát-medencei szinten tartják a kapcsolatot egymással. Mintegy 200-an dolgoznak a Kárpát-medence különböző pontjain. A kisközösségek két nagy csoportja a lelkiségi mozgalmak és a plébániai csoportok (Rózsafüzér társulatok, imacsoportok, hittanos közösségek).
- A Hálónak főállású lelki vezetője van.

### Hálófa
A Hálóban 4 szintű kapcsolati rendszer létezik:
- a Kárpát-medencei,
- a regionális,
- a kerületi
- és a kisközösségi.

Minden szintnek vannak felelős csoportjai, amelyeket csomópontoknak lehet nevezni. A Kárpát-medencei szintnek egy csomópontja van, a regionális szintnek kilenc. Egy régión belül több kerület működhet, egy-egy kerületen belül pedig a kisközösségek alkotják a Háló csomópontjait. A csomópontoknak van 1-2 felelős bogozójuk, akik csapatban végzik szolgálatukat. Mindez egy speciális fa-, gráf- vagy piramisszerkezetet ad ki, amelyben nem személyek, hanem csoportok jelentik a csomópontokat. Ezt nevezik Hálófának.

### Műhelyek
A Hálón belül szakmai alapon, változó intenzitással tucatnyi – gazdasági, média, pedagógus, zenei, pályázatíró, kulturális, klub, külügyi, informatikai, központi, közösségi – munkacsoport működik. A munkacsoportok, más néven műhelyek a Kárpát-medence területéről próbálják meg összefogni a hasonló érdeklődésű embereket, a szakmai szerveződésekre támaszkodva működnek, és ezek teremtik meg a szervezet működéséhez szükséges hátteret is.
- A gazdasági munkacsoport, a Háló Gazdasági Tagozata (HGT) a Háló egyik legfontosabb munkacsoportja. A 2002-ben rendezett zánkai tábor után jött létre azzal a céllal, hogy segítséget nyújtson a határokon túli, főleg szórványban élő magyar keresztény közösségek gazdasági megerősítésében, a munkanélküliség enyhítésében, munkahelyteremtésben. Első lépésként képzéseket szervez olyan témákban, amelyek hosszú távon megteremthetik a közösség tagjainak megélhetését. Létrehozott egy pályázati kuratóriumot Kárpát-medencei szinten. Főleg Kárpátalján nagyon sikeres. Évente rendeznek HGT-konferenciát magyarországi és határokon túli nagyvárosokban.
  - A HGT támogatására hozták létre a Halad Egyesületet 2003-ban. Az egyesület nemzetközi konferenciákat szervezett, melyek fő témája a nehéz gazdasági körülmények között élőknek nyújtandó támogatás koncepciójának ismertetése és propagálása volt. Stratégiájában kiemelt fontosságot tulajdonít a biogazdálkodás megismertetésének és elterjesztésének. Erről ismeretterjesztő előadásokat szervezett Kárpátalján és Erdélyben. Gazdálkodók és kisvállalkozások számára biztosít szellemi és anyagi támogatást, a vállalkozókat folyamatosan tájékoztatja a pályázati és más forrásteremtési lehetőségekről, és segítséget nyújt számukra azok elkészítésében. Partneri kapcsolatokat keres a vele összeköttetésben álló vállalkozók számára, és üzleti kapcsolatok létrejöttéhez nyújt segítséget, elsősorban a határon átnyúlóan. Az összegyűjtött magán- és cégadományok felhasználásával pályázati alapot hozott létre, melyből 2005-ben mintegy 3 millió Ft támogatást tudott nyújtani határon túli vállalkozók részére. A Magyarországon bejegyzett Halad Egyesületnek vannak tükörszervezetei a határokon túl, a különféle pályázatokon való sikeres szereplés érdekében.
- A pedagógus munkacsoportot a Hálóban tevékenykedő számos, tágabb értelemben vett pedagógus – tanárok, gyógypedagógusok, hitoktatók, a nevelés iránt elkötelezett papok – hozták létre azzal a céllal, hogy segítsék egymást hivatásukban, célirányos pedagógiai programokat szervezzenek. Tevékenységük 2003-ban egy háromszáz fős konferenciában csúcsosodott ki.
- A média munkacsoport újságíróképzést szervez a helyi civil társadalom közösségei, valamint plébániák amatőr újságírói részére. 1996 óta több kurzuson több száz fő vett részt a képzésen. 2002 óta a képzés a Pázmány Péter Katolikus Egyetemmel közösen történik, közösen szervezik pl. a „Kötő-jel” kisközösségi újságíró és animátor képzést. Az elmúlt évek során mintegy száz résztvevő csatlakozott a képzéshez.
- Az informatikai munkacsoport a Kárpát-medence területén sok számítógépet telepített, melyek használatát szakképzett munkatársai speciális tanfolyamok keretében oktatják.
- A Háló külkapcsolataival a külügyi munkacsoport foglalkozik. Angol és skót segítséggel ukrajnai egyetemisták tanulmányait támogatta, közreműködésével nagyon szegény, tehetséges fiatalok juthattak továbbtanulási lehetőséghez. Erdélyi árva gyerekek és fiatalok kaptak támogatást több országból a Hálóhoz tartozó közösségek segítségével. A munkacsoportnak hármas célkitűzése van:
  - kapcsolatot tartani a magyarországi nemzeti kisebbségekkel,
  - kapcsolatot tartani a szomszédos országok többségi szervezeteivel,
  - kapcsolatot tartani a nyugati magyarsággal.
- A klub munkacsoport a Háló Közösségi Központ tevékenységét segíti, ugyanakkor irányításával Budapesten és más egyetemi központokban fiatalok pre-evangelizációját és közösségre találását segíti a kulturális programot és kötetlen együttlétet biztosító klubprogramok révén.
- A közösségi műhely azzal a céllal jött létre, hogy a Háló jobban meg tudja szólítani a lelkiségi mozgalmakhoz tartozó, a plébániákhoz kötődő és az ún. „nomád” közösségeket (melyek nem kötődnek plébániához vagy lelkiségi mozgalomhoz), megfogalmazza üzenetét számukra. Eddig három kiadványuk jelent meg: A kisközösség az Egyház személyes arca című füzet, valamint egy szociológiai felmérést összegző két tanulmány, Az egyetemes egyház reménységei – katolikus kisközösségek kvalitatív vizsgálata és Dél-budai katolikus közösségek – a személyi kérdőívek eredményei címmel.
- A Bölcsek Köre koncepcióalkotó, tanácsadói céllal jött létre. Művelt, széles látókörű emberek a tagjai, úgy válogatták össze őket, hogy lehetőség szerint különbözőképpen gondolkodó emberek legyenek, és ezáltal a kör spektruma minél szélesebb legyen. A Bölcsek Köre tagjai többek között Aszalós János matematikus, Jelenits István SchP, Nemeshegyi Péter SJ, Polgári László görögkatolikus lelkész, Szabó Ferenc SJ, Várszegi Asztrik OSB, és a Háló vezetői. Általában valamilyen, a Hálóval kapcsolatos problémán gondolkodnak, fogalmazzák meg gondolataikat. Mintegy húszan vannak, egyháziak és világiak vegyesen, évente kétszer szoktak találkozni. A Kör tagjai a Háló találkozók rendszeres meghívott előadói, részt vesznek a Háló táborokban is.
- Az Angyali Kar – 20-22 fő – havonta találkoznak, mintegy a Háló lelkiismereteként működnek. Létszámuk nincs korlátozva, bővülhet. Fiatalos, vidám társaság, összejöveteleiket oldottság jellemzi. Az Angyali Karnak saját lelkigyakorlata van. A tagság három feltétele, hogy az illető személy az összejövetelek legalább felén jelen legyen, vállaljon valamilyen hálós szolgálatot, és évente legalább két Hálótalálkozón (vagy portyán) vegyen részt.

## Tevékenysége
A mozgalom kiterjedt kisközösségi kapcsolatokkal rendelkezik Magyarországon és a határokon túli magyarság köreiben. Különböző lelkiségi mozgalmakból, plébániai csoportokból és egyéb közösségekből (cserkészet, kórus, karitatív társaság stb.) tagokat, képviselőket hív találkozásra, életkortól függetlenül. Mintegy 1000 közösséggel tart fenn kapcsolatot. Találkozókat, táborokat, konferenciákat, képzéseket és lelkigyakorlatokat szervez. Műhelyeket és munkacsoportokat működtet a közösségfejlesztés, gazdaság, média és pedagógia, stb. területén. Kulturális rendezvényeket és programokat szervez, ezáltal teret ad az értékek cseréjének, és a missziónak.
Tevékenységének lényege az élő katolikus közösségek felkutatása, információs és baráti hálóba vonása – „bogozása” –, a közösségek között közvetlen és közvetett kapcsolatok teremtése. A Háló által felkínált szolgáltatások a gyakorlati dolgoktól kezdve (pl. szálláslehetőség, segédeszközök, programok stb.) a szellemi és elméleti támogatásig terjednek (pl. bármilyen témában előadások szervezése).
a Háló-tagság és a mozgalom iránt érdeklődők tájékoztatását szolgálja a Háló folyóirata, a kéthavonta, nyomtatott formában megjelenő Tarsoly, míg a hetente megjelenő, elektronikus formában szerkesztett Hírlevelet elsősorban a munkatársaknak szánják.
A Háló működését pályázati források, adományok, 1%-os adófelajánlások és tagjainak önkéntes munkája biztosítja. Költségvetésének legnagyobb részét a találkozók szervezésére és a találkozók részvételi díjának támogatására fordítja.

### Találkozók
A mozgalom a találkozásokra épül. A Háló rendszeresen szervez találkozókat, mégpedig helyi (város, község), körzeti (nagyjából esperes-kerület) regionális (országrészek) és kárpát-medencei szinteken. A Kárpát-medencében évi 60-70 Háló-találkozót tartanak (ehhez nem számítják az egy napnál rövidebb ideig tartó összejöveteleket, klubprogramokat, stb). 2007-re a szervezett találkozók száma a Kárpát-medencében elérte az évi 80 találkozót. A találkozók, munkatalálkozók, és a régiótalálkozók is általában háromnaposak, de leggyakoribbak az egy-kétnapos találkozók. A találkozók lényege maga a találkozás. A Háló magyarországi jelenléte elmarad, a határokon túli régiókétól. A találkozók nagy része Erdélyben, Partiumban, Felvidéken és a Délvidéken zajlik. A találkozók között rendszeresek az ún. portyázások (egy-egy terület, tájegység meglátogatása, feltérképezése).
Évente tartanak Kárpát-medencei vezetőségi találkozót, illetve Kárpát-medencei nagytalálkozót, ez utóbbit a munkatársak számára rendezik, általában ősszel. A találkozó helyszíne körbejár, mindig máshol kerül sorra. Ezen kívül minden ország tart évente egy országos szintű találkozót a mozgalom iránt érdeklődőknek, 300-400 fővel. Az egyhetes táborban a bogozók családjaikkal együtt vehetnek részt. Ugyancsak évente rendeznek lelkigyakorlatokat különböző szinteken. Rendszeressé vált, hogy a bogozók a különböző régiókban évente egyszer lelkigyakorlaton vesznek részt. Kisebb-nagyobb helyi találkozók akár évente kétszer is létrejönnek.
A találkozók rendszerint más és más alapgondolatra, vezérmotívumra épülnek, egy-egy kérdést járnak körül. Ehhez kapcsolódóan elhangzik néhány előadás, de a találkozók „lelkét” a kiscsoportos beszélgetések jelentik. Az előadás nem tarthat tovább 45-60 percnél, a kiscsoportos beszélgetések viszont legkevesebb másfél óráig tartanak. Ezek sosem maradhatnak el, itt mindenki megszólalhat, megoszthatja gondolatait, érzéseit, örömeit és gondjait. A kiscsoportokban tudatosan keverednek a különböző korosztályok és lelkiségi mozgalmak. A nagyobb találkozókon, táborokban hosszabb-rövidebb ideig rendszerint egy vagy több püspök is jelen van, ők is részt vesznek a kiscsoportos beszélgetéseken, gyakran a többiekkel teljesen egyenrangú félként, nem egyházi elöljáróként.
Egy-egy találkozó bűnbánati liturgiával kezdődik, de a második nap végén rendszerint mulatság, táncház van. A találkozókon nagyon sok a játék, nemcsak focimeccsek, hanem különböző társasjátékok, játékos reggeli tornák, tánc, ének, mulatság, tábortűz formájában. Ugyanakkor a találkozókon bemutatásra kerülnek a szemlélődő imagyakorlatok.

### Közösségi Központ és Klub
A Háló Közösségi Központ Budapesten, a Ferenciek terén, a Kárpátia udvarban, egy 300 m2-es ingatlanban található, amit a mozgalom 2004 vége óta bérel. A helyszín egyrészt találkozópontként szolgál a budapesti közösségek és a Magyarországon tanuló határokon túli diákok részére, emellett kulturális és közéleti események is helyt kapnak itt. A nagyterem 100 fő befogadóképességű, itt koncertek, filmvetítések, kiállítások,  irodalmi estek, előadások, ikonfestő műhely és különböző közösségi és kulturális programok kerülnek megrendezésre. Bérbe is vehető rendezvények céljára. Található benne egy 50 fő befogadására alkalmas kávézó. A központban működik a Háló irodája is és a Háló Klub. A Háló Klub programjainak lényeges eleme, hogy a művészeket személyesen is közel akarja hozni a hallgatósághoz. Fellépett itt a Kaláka együttes, Palya Bea énekes, Ferenczi György rock-zenész, Sebő Ferenc énekes, népzenetudós és sokan mások. A műsorok, koncertek után pódiumbeszélgetés következik, amelyet többek között Süveges Gergő televíziós műsorvezető moderál. A Háló Központban működik a Kolta Galéria. A névadó Kolta Magdolna, a magyar fotóművészet jelentős alakja volt. Az itt rendezett kiállítások megnyitóján rendszerint megjelennek a magyar fotós társadalom jelentősebb képviselői.